# Dewey Decimale Classificatie
De Dewey Decimale Classificatie of DDC is een beschermd systeem van bibliotheekindeling ontwikkeld door Melvil Dewey en gewijzigd en uitgebreid in de loop van 23 grote herzieningen, waarvan de laatste in 2011. Het verscheen voor het eerst in 1876 en wordt regelmatig bijgewerkt. Melvil Dewey paste als eerste het decimale principe toe, gebaseerd op de hoofdgebieden van Francis Bacon (1561-1626). De notaties zijn minimaal drie cijfers lang, eventueel gevolgd door een punt en additionele cijfers voor meer detail. Oorspronkelijk is de DDC opsommend, de volgende drukken kennen hulptabellen voor tijdsvakken en geografie.
Het systeem wordt vooral in de Angelsaksische wereld gebruikt, voor in wetenschappelijke en openbare bibliotheken. De indeling ziet er als volgt uit:
- 000 - Algemene werken
- 100 - Filosofie
- 200 - Godsdienst
- 300 - Sociale wetenschappen: sociologie, economie, recht, psychologie, ...
- 400 - Taalkunde
- 500 - Natuurwetenschappen
- 600 - Toegepaste wetenschappen en techniek
- 700 - Kunsten
- 800 - Letterkunde
- 900 - Geschiedenis en aardrijkskunde